# Cáceres (Espagne)
 (avril 2024).
La mise en forme du texte ne suit pas les recommandations de Wikipédia : il faut le « wikifier ».
Les points d'amélioration suivants sont les cas les plus fréquents. Le détail des points à revoir est peut-être précisé sur la page de discussion.
- Les titres sont pré-formatés par le logiciel. Ils ne sont ni en capitales, ni en gras.
- Le texte ne doit pas être écrit en capitales (les noms de famille non plus), ni en gras, ni en italique, ni en « petit »…
- Le gras n'est utilisé que pour surligner le titre de l'article dans l'introduction, une seule fois.
- L'italique est rarement utilisé : mots en langue étrangère, titres d'œuvres, noms de bateaux, etc.
- Les citations ne sont pas en italique mais en corps de texte normal. Elles sont entourées par des guillemets français : « et ».
- Les listes à puces sont à éviter, des paragraphes rédigés étant largement préférés. Les tableaux sont à réserver à la présentation de données structurées (résultats, etc.).
- Les appels de note de bas de page (petits chiffres en exposant, introduits par l'outil «  Source ») sont à placer entre la fin de phrase et le point final[comme ça].
- Les liens internes (vers d'autres articles de Wikipédia) sont à choisir avec parcimonie. Créez des liens vers des articles approfondissant le sujet. Les termes génériques sans rapport avec le sujet sont à éviter, ainsi que les répétitions de liens vers un même terme.
- Les liens externes sont à placer uniquement dans une section « Liens externes », à la fin de l'article. Ces liens sont à choisir avec parcimonie suivant les règles définies. Si un lien sert de source à l'article, son insertion dans le texte est à faire par les notes de bas de page.
- La présentation des références doit suivre les conventions bibliographiques. Il est recommandé d'utiliser les modèles {{Ouvrage}}, {{Chapitre}}, {{Article}}, {{Lien web}} et/ou {{Bibliographie}}. Le mode d'édition visuel peut mettre en forme automatiquement les références.
- Insérer une infobox (cadre d'informations à droite) n'est pas obligatoire pour parachever la mise en page.

Pour une aide détaillée, merci de consulter Aide:Wikification.
Si vous pensez que ces points ont été résolus, vous pouvez retirer ce bandeau et améliorer la mise en forme d'un autre article.
Pour les articles homonymes, voir Cáceres.
Cáceres est une commune espagnole située dans la communauté autonome d'Estrémadure. Avec 95 456 habitants en 2022, c'est la ville la plus peuplée de la province dont elle regroupe 22 % de la population totale. Elle est également la commune la plus étendue d'Espagne avec une superficie de 1 750,33 km2.
La vieille ville de Cáceres est inscrite au patrimoine mondial par l'Unesco en 1986, comme un des exemples de centres urbains datant du Moyen Âge et de la Renaissance les mieux conservés du monde.
La cathédrale Sainte-Marie, les palais des Girouettes (es) et des Golfins, la maison du Soleil, la tour de Bujaco ou l'arc de l'Étoile font partie des plus beaux monuments de la ville.

## Géographie
Cáceres est située dans le sud-ouest de l'Espagne, à mi-distance entre Madrid et Lisbonne.

## Histoire

### Origines
La première présence humaine remonte à la Préhistoire. Dans la zone du Calerizo, il existe plusieurs grottes (Maltravieso, el Conejar) où on a trouvé des vestiges picturaux de mains humaines, qui ont la particularité d'avoir l’auriculaire amputé (en fait l'auriculaire est caché sous une couche de peinture).
Au Ier siècle av. J.-C., les Romains s'installèrent de manière permanente dans des campements (Castra Cecilia et Castra Servilia) sur la colline où se trouvait la colonie Norba Caesarina, proche de l'importante voie de communication qui, plus tard, sera connue sous le nom de la Vía de la Plata.
Autour du Ve siècle, les Wisigoths rasent la ville, qui disparaît des documents historiques jusqu'aux alentours des VIIIe siècle-IXe siècle.

### Développement
En 1147, le souverain almohade Abd al-Mumin refonde la ville et en fait une base militaire pour faire face aux royaumes de León, de Castille et de Portugal. Le nom arabe de la ville est  
a plusieurs possibilités, entre autres celle de « Hizn Qazrish » ou « al Qazrish », d'où provient probablement la dénomination actuelle de la ville. La ville est fortifiée avec des murs en adobe (encore conservés de nos jours). Malgré ses défenses, le roi Alphonse IX de León prend la citadelle après plusieurs années de siège, le 23 avril 1229, jour de San Jorge (saint Georges), qui depuis lors est célébré dans la ville comme son saint patron. La ville est alors habitée par des Léonais et des Castillans, qui constitueront des quartiers distincts et souvent en dispute au cours du Moyen Âge.
À partir de ce moment Cáceres commence à se transformer, en construisant des églises dans les mosquées et des palais chrétiens sur les palais musulmans primitifs, grâce aux fortunes faites par les conquistadors en Amérique. Ce sont elles qui ont le plus contribué au caractère puissant et grandiose de la ville. Malgré quelques retouches jusqu'au XVIIIe siècle, c'est celle qui s’est conservée jusqu'à nos jours.

## Économie
Cáceres est le principal centre commercial, administratif et axe économique de la province de Cáceres. Son économie se base principalement sur le secteur des services, dans le tourisme et dans la construction avec un secteur industriel centré dans des industries alimentaires, le textile, la céramique et les produits dérivés de la céramique.

### Industrie
Dans les banlieues de la ville, existent cinq axes industriels dans lesquels sont regroupées une grande quantité d'entreprises. Bien que dans le passé, il y eut de nombreuses mines exploitées, aujourd'hui, elles sont toutes fermées sauf trois carrières situées loin de la ville.
Il est prévu la construction d'un nouveau parc technologique nommé Ville de la santé qui dispose de 200 hectares d'extension dans lesquels, on estime une implantation de 100 à 200 entreprises dédiées à la science, à la santé, à la chimie, à la pharmaceutique avec la création de 5 000 à 9 000 emplois.

### Commerce
L'aire d'influence commerciale de Cáceres est la deuxième de la région avec 25 163 habitants, selon l’annuaire économique d'Espagne de 2008. Ce chiffre est le résultat de l'ajout de la population de la ville, des municipalités les plus proches et d'autres plus lointaines qui tiennent Cáceres comme point de référence commercial.

### Tourisme
La ville compte actuellement 35 000 lits d'hôtels et avec 660 668 visiteurs enregistrés pour les centres touristiques municipaux en 2009. Ce qui la place comme le premier centre touristique de la région en nombre de visiteurs.

## Politique et administration

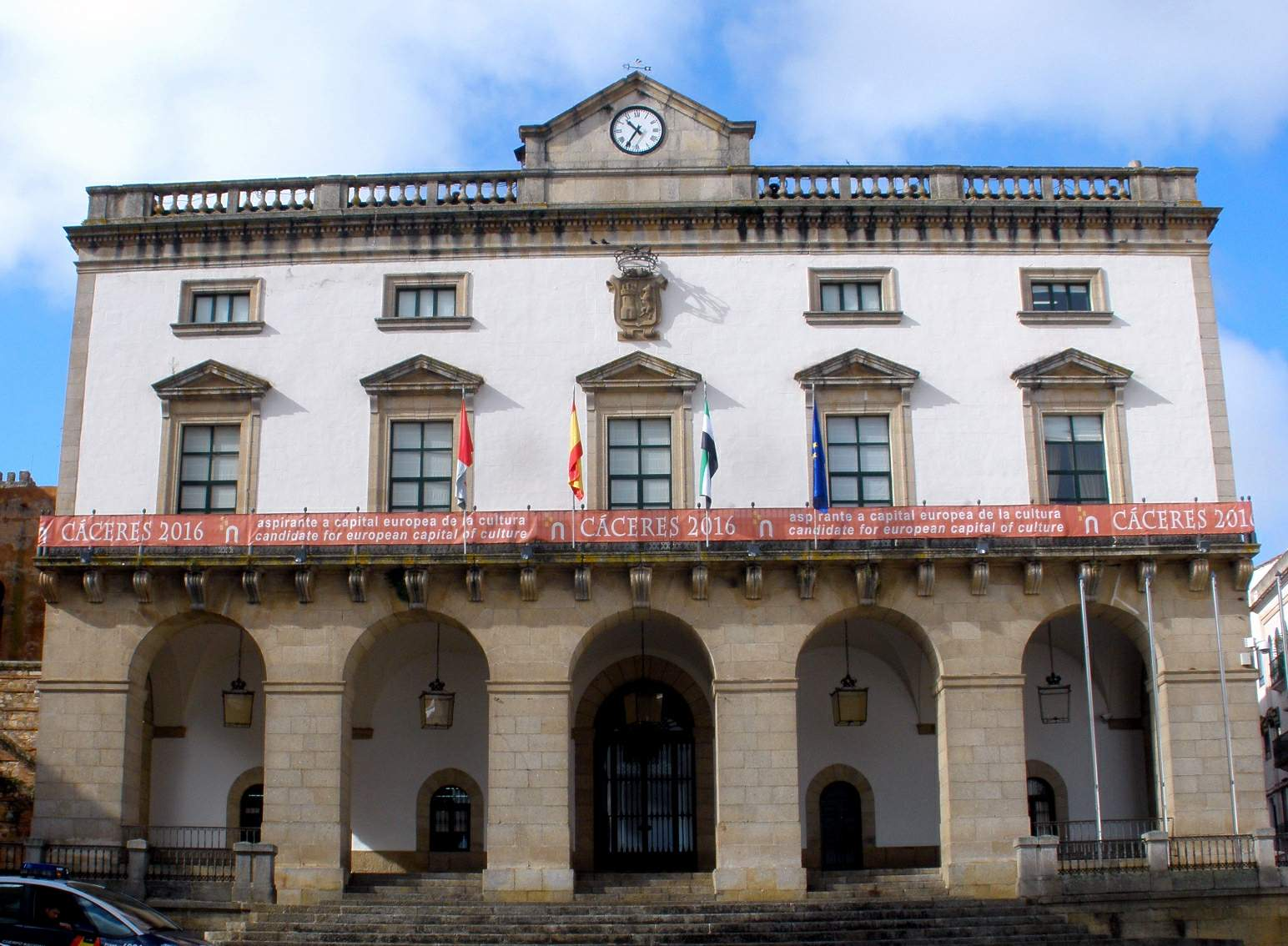
L'hôtel de ville de Cáceres.

Cáceres appartient à la province homonyme, dont elle constitue la capitale, et à la communauté autonome d'Estrémadure. Elle accueille donc le siège de la députation provinciale.

### Conseil municipal
Lors des élections municipales du 26 mai 2019, la ville de Cáceres comptait 96 068 habitants. Son conseil municipal (Pleno del Ayuntamiento) se compose donc de 25 élus.
| Parti | Parti           | 1979 | 1983 | 1987 | 1991 | 1995 | 1999 | 2003 | 2007 | 2011 | 2015 | 2019 | 2023 |
| ----- | --------------- | ---- | ---- | ---- | ---- | ---- | ---- | ---- | ---- | ---- | ---- | ---- | ---- |
|       | Cáceres eres tú |      |      |      |      |      |      |      |      |      | 2    |      |      |
|       | CDS             |      | 0    | 4    | 0    |      |      |      |      |      |      |      |      |
|       | Cs              |      |      |      |      |      |      |      |      |      | 4    | 5    | 0    |
|       | ExU             |      | 2    | 3    | 1    |      | 0    | 0    |      |      | 0    | 0    | 0    |
|       | FCC             |      |      |      |      |      |      |      | 1    | 0    |      |      |      |
|       | Indépendants    | 4    | 2    |      | 0    |      |      |      |      |      |      |      |      |
|       | PCE             | 2    | 0    | 0    | 0    | 3    | 1    | 1    | 1    | 2    | 0    |      |      |
|       | IU              | 2    | 0    | 0    | 0    | 3    | 1    | 1    | 1    | 2    | 0    |      |      |
|       | CD              |      | 9    | 9    | 12   | 15   | 15   | 13   | 12   | 16   | 11   | 7    | 11   |
|       | CP              |      | 9    | 9    | 12   | 15   | 15   | 13   | 12   | 16   | 11   | 7    | 11   |
|       | AP              |      | 9    | 9    | 12   | 15   | 15   | 13   | 12   | 16   | 11   | 7    | 11   |
|       | PP              |      | 9    | 9    | 12   | 15   | 15   | 13   | 12   | 16   | 11   | 7    | 11   |
|       | PSOE            | 9    | 12   | 9    | 12   | 7    | 9    | 11   | 11   | 7    | 8    | 9    | 10   |
|       | Unidas Podemos  |      |      |      |      |      |      |      |      |      |      | 3    | 2    |
|       | UCD             | 10   |      |      |      |      |      |      |      |      |      |      |      |
|       | Vox             |      |      |      |      |      |      |      |      |      |      | 1    | 2    |
| Total | Total           | 25   | 25   | 25   | 25   | 25   | 25   | 25   | 25   | 25   | 25   | 25   | 25   |

### Liste des maires
| Mandature | Maire | Maire                                               | Parti |
| --------- | ----- | --------------------------------------------------- | ----- |
| 1979-1983 |       | Luis González Cascos Manuel Domínguez Lucero (1980) | UCD   |
| 1983-1987 |       | Juan Iglesias Marcelo (es)                          | PSOE  |
| 1987-1991 |       | Carlos Sánchez Polo (es)                            | PSOE  |
| 1991-1995 |       | Carlos Sánchez Polo (es)                            | PSOE  |
| 1995-1999 |       | José María Saponi (es)                              | PP    |
| 1999-2003 |       | José María Saponi (es)                              | PP    |
| 2003-2007 |       | José María Saponi (es)                              | PP    |
| 2007-2011 |       | Carmen Heras (es)                                   | PSOE  |
| 2011-2015 |       | Elena Nevado del Campo (es)                         | PP    |
| 2015-2019 |       | Elena Nevado del Campo (es)                         | PP    |
| 2019-2023 |       | Luis Salaya (es)                                    | PSOE  |
| 2023-2027 |       | Rafael Mateos Pizarro                               | PP    |

### Jumelages
Jumelages
- La Roche-sur-Yon (France) depuis 1982

## Patrimoine culturel
La vieille ville de Cáceres (es) a été déclarée Troisième Ensemble Monumental d'Europe en 1968 et inscrite au patrimoine mondial par l'UNESCO en 1986.
Entouré de murailles arabes défendues par des tours, ce quartier groupe un ensemble de maisons seigneuriales gothiques et renaissance, unique en Espagne par son homogénéité. Les maisons nobles élevées aux XVe et XVIe siècles présentent des façades lisses et ocre, sans décoration surabondante ; leurs propriétaires chevaliers furent les Ulloa, Ovando ou Saavedra qui ont gagné plus de prestige que de richesse en luttant contre « l'infidèle » — maure ou indien d'Amérique. Blasons, fines nervures encadrant des fenêtres, ou corniches sculptées sont les seuls ornements de ces demeures dont les tours fortifiées, qui affirmaient la puissance de leurs habitants, ont été tronquées en 1477 sur l'ordre d'Isabelle la Catholique.
Plaza Santa Maria ou Plaza Mayor
Centre de la cité ancienne, cette place allongée et biscornue multiplie les perspectives sur des façades ocre. Celle du palais de Mayoralgo a retrouvé, après restauration, ses élégantes fenêtres géminées. Le portail à bossages du palais épiscopal date du XVIe siècle. Les médaillons de part et d'autre de ce dernier représentent l'Ancien Monde (à gauche) et le nouveau (à droite).
Plaza San Jorge (es)
Église Saint-François-Xavier
Bâtie par les jésuites, son austère façade du XVIIIe siècle domine la Plaza San Jorge.
Église Santa Maria
Terminée au XVIe siècle, elle fait office de cathédrale.
Église Saint-Matthieu
La haute nef gothique commencée au XIVe siècle a été complétée au XVIe siècle avec un « coro alto » reposant sur une arcade en anse de panier. L'ensemble est très dépouillé ; hormis le retable baroque, l'unique ornement vient des chapelles latérales : tombeaux décorés de motifs héraldiques.
Église de Santiago (es)
Elle est considérée comme le berceau de l'ordre militaire des frères de Cáceres, à l'origine de l'ordre militaire de Saint-Jacques de l'Épée. Elle a été construite début du XIIIe siècle, dans un style romano-gothique, et restaurée au XVe siècle ; nef unique couverte d’une voûte en berceau jusqu’à la croisée du transept et un beau chœur au chevet, une chapelle plus grande couverte d’une voûte brisée. Les voûtes en berceaux sont de Rodrigo Gil de Hontañón. Le retable du maître Alonso de Berruguete (1557) représente plusieurs scènes de la vie du Christ entourant un saint Jacques matamore vigoureusement campé. Et une grille renaissance. À l'extérieur se détachent deux portes en arc simple, avec des archivoltes simples encadrées par un alfiz et, sur celle qui est postérieure, un triple arc ogival.
Palais Carvajal (es)
À gauche de l'église Santa Maria, au début de la rue des Tiendas, il est flanqué d'une tour du XVe siècle. Sa visite permet d'admirer l'intérieur d'une maison noble avec ses salons, son patio et sa chapelle.
Palais des Golfines d'en Bas (es)
(en espagnol Palacio de los Golfines de Abajo.) Cette riche résidence a accueilli deux fois les Rois catholiques ; sa façade en pierre de taille est de style gothique avec des touches de plateresque, très caractéristique de l'architecture civile de la fin du XVe siècle. La fenêtre géminée dérive de la bifore (ajimez musulman), de même que la nervure qui encadre les deux fenêtres et la porte rappelle l'alfiz. Une frise plateresque du XVIe siècle sculptée de griffons ailés couronne une partie du mur central en façade. Des médaillons et le blason de la Maison des Golfines (es) (fleur de lys et tour) complètent la décoration.
Il existe aussi un palais des Golfines d'en Haut (es).
Palais de Godoy
Remparts
Partiellement restaurés, ils possèdent des fondations romaines, des parties mauresques et des sections plus modernes qui datent du XVe siècle. Deux tours surplombent les deux portes principales de la vieille ville, l'une étant posée sur une fondation romaine et l'autre étant un ouvrage mauresque datant du XIIe siècle.
Parmi les autres monuments on peut signaler : 
- l'église Saint-Jean-Baptiste
- l'église Saint-Eugène (es) (1833), dans le quartier Aldea Moret (es) au sud de Cáceres
- église de l'Esprit-Saint (es) (datée du tournant de XIIIe – XIVe siècle)
- le monastère de Saint-François-le-Royal (es)
- le palais de Moctezuma (es)
- la maison du Soleil
- l'Arco de la Estrella
- l'arche du Christ (es)
- la tour de Sande
- la tour de Bujaco
- le palais des Cigognes (palacio de las Cigüeñas)
- le Quartier Juif
- le musée de Cáceres (inauguré en février 1933), en deux maisons :
  - le palais des Girouettes (es) (palacio de las Veletas), qui abrite les sections d'archéologie et d'ethnographie du musée et, dans son sous-sol, la citerne hispano-arabe la mieux conservée d'Espagne, vestige d'une forteresse militaire almohade
  - la maison des Chevaliers (es), voisine du palais des Girouettes et qui abrite la collection des Beaux-arts du musée depuis 1992

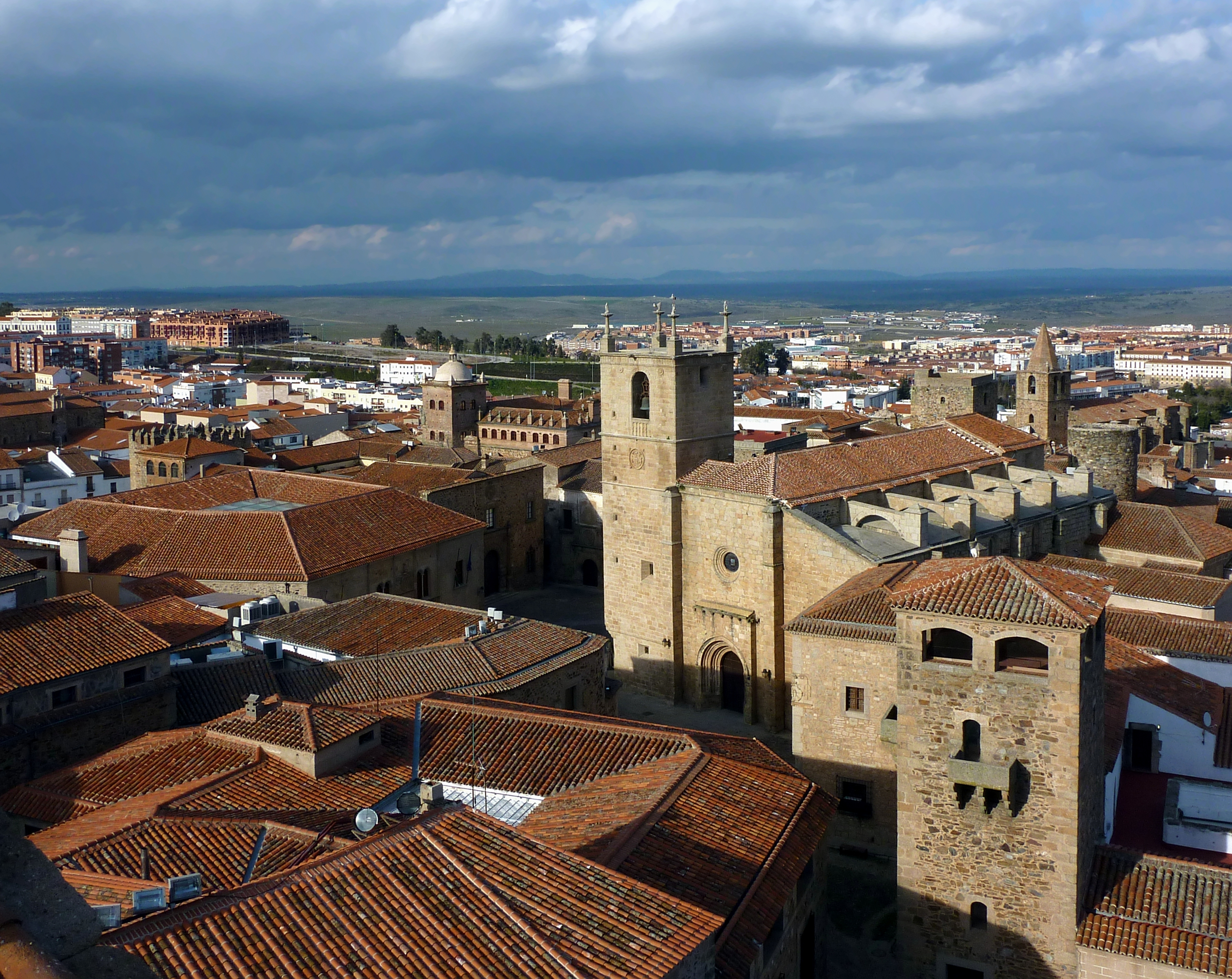
La vieille ville et les environs.
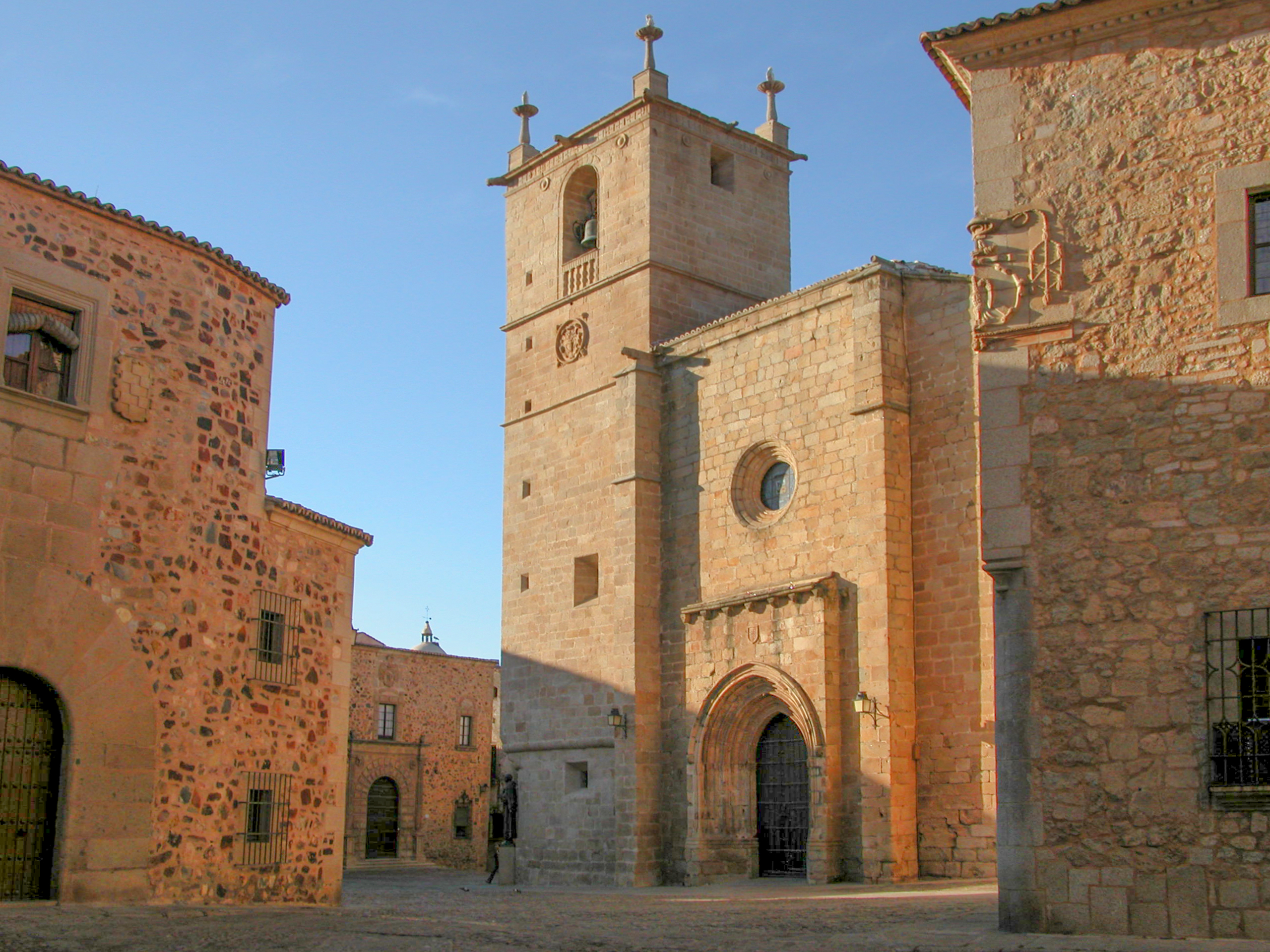
Église Santa Maria.
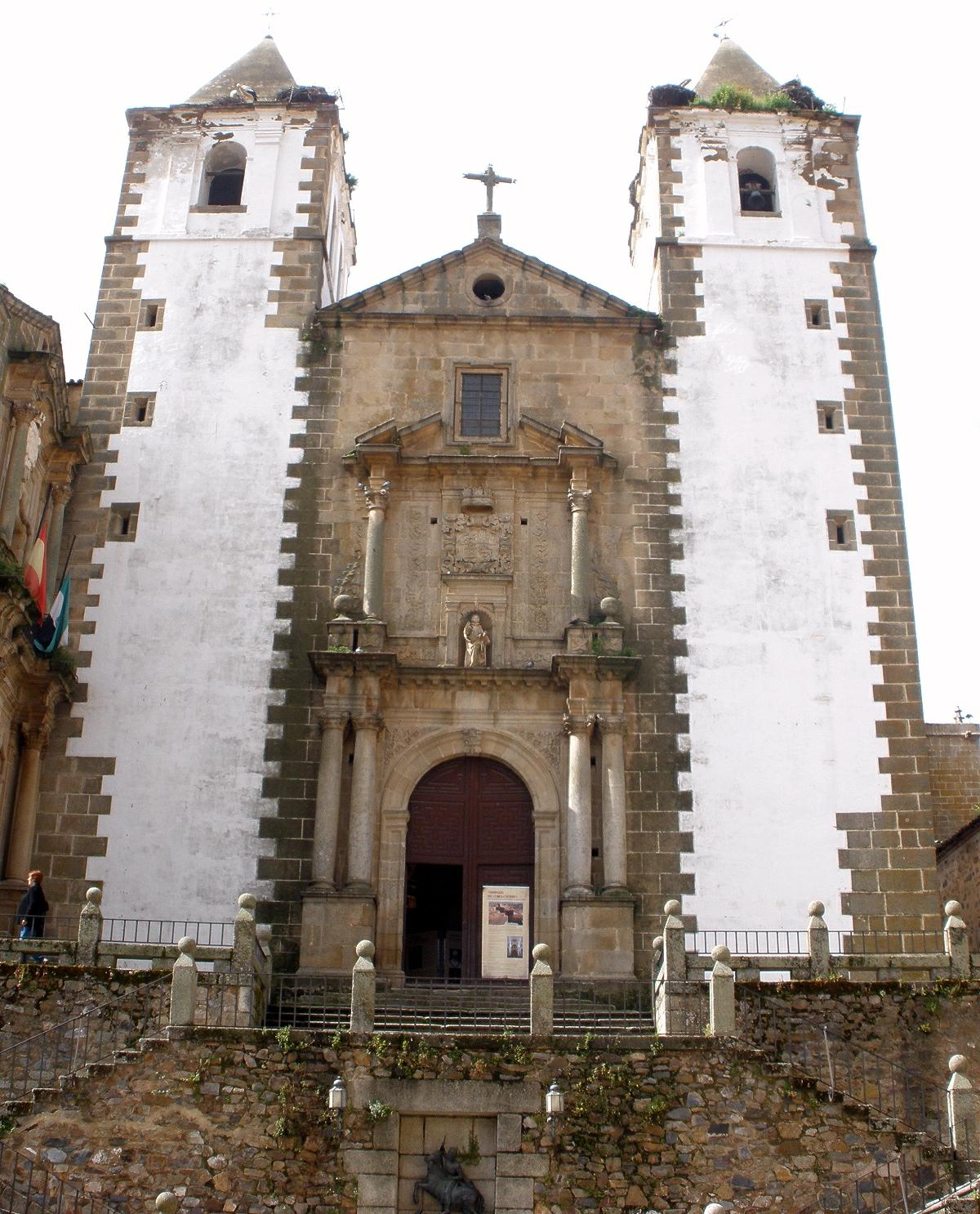
L'église Saint-François-Xavier.
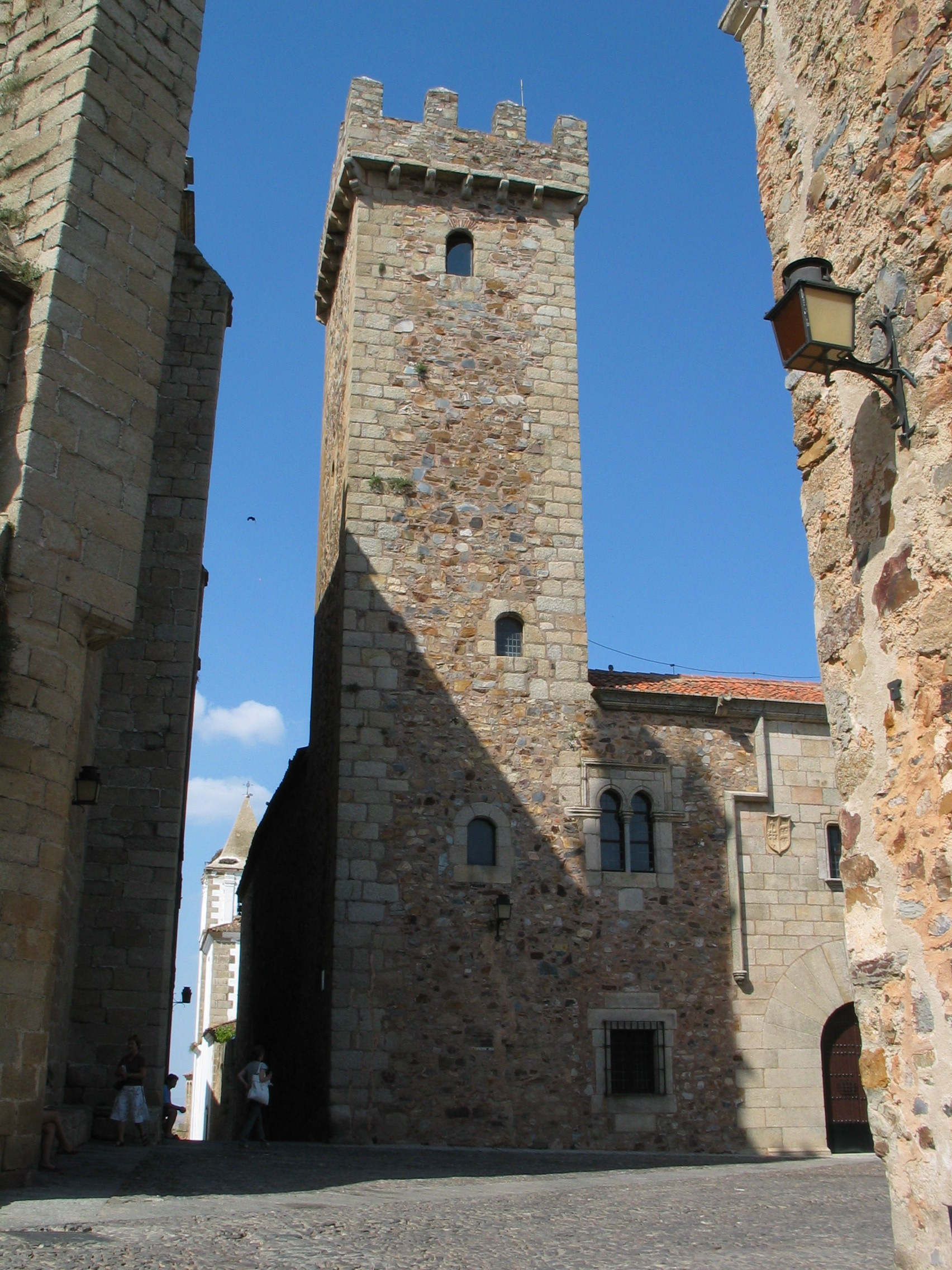
Tour du Palacio de las Cigüeñas.
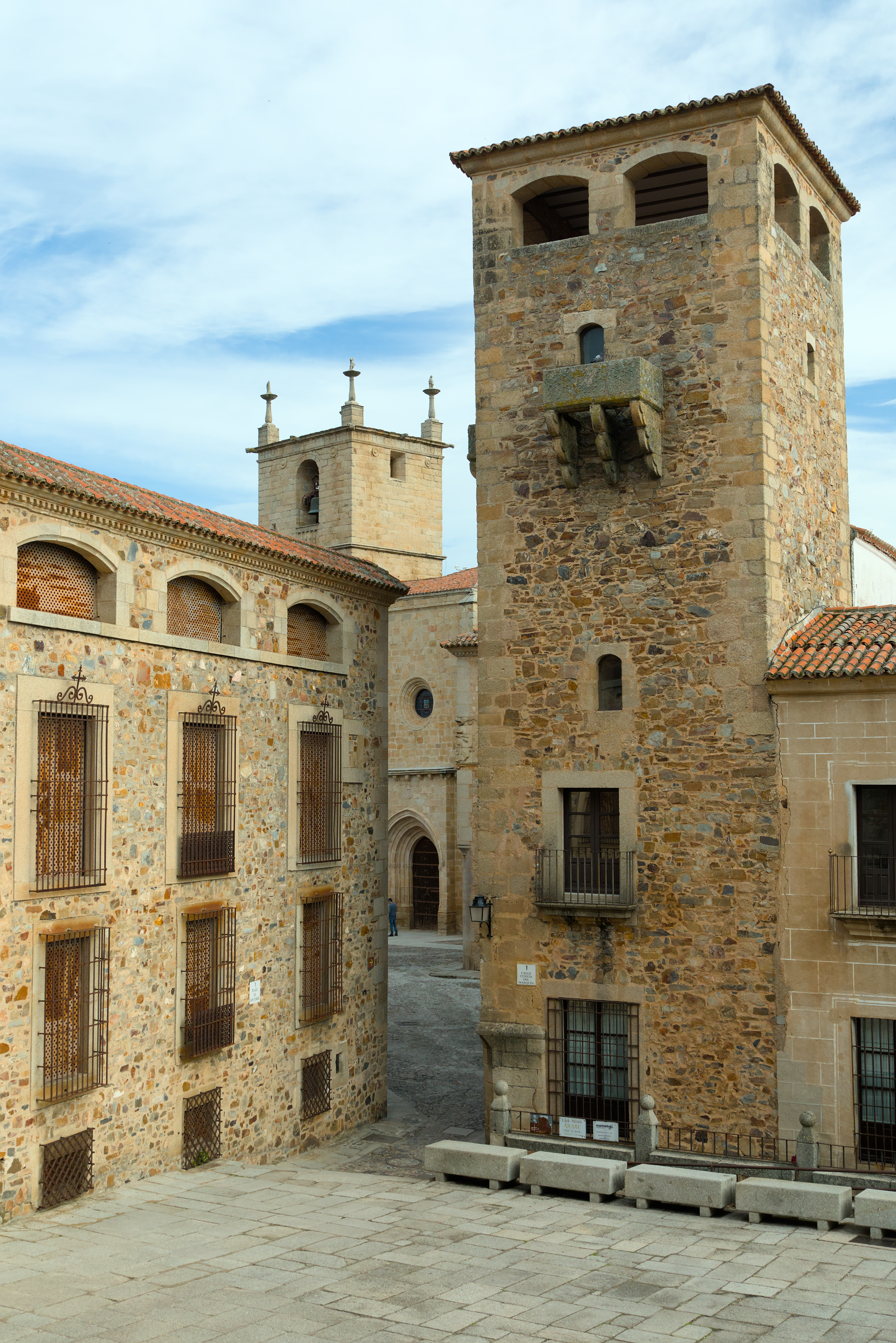
Vue depuis le parvis de l'église Saint-François-Xavier. De gauche à droite : la maison des Ducs de Valence, la concathédrale Sainte-Marie et le palais des Golfines d'en Bas (es).
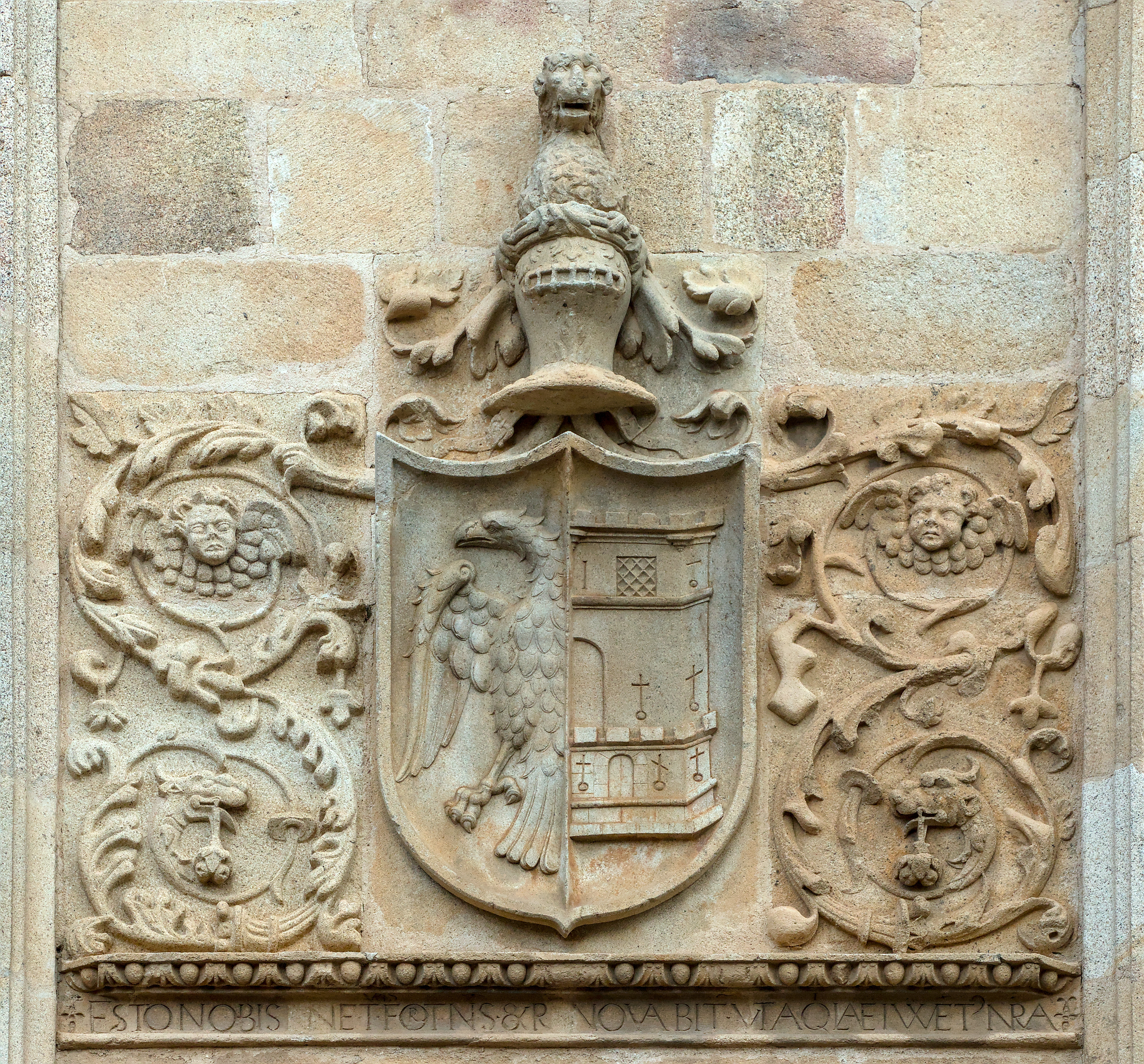
Armoiries sculptées sur la façade du palais de Mayoralgo.
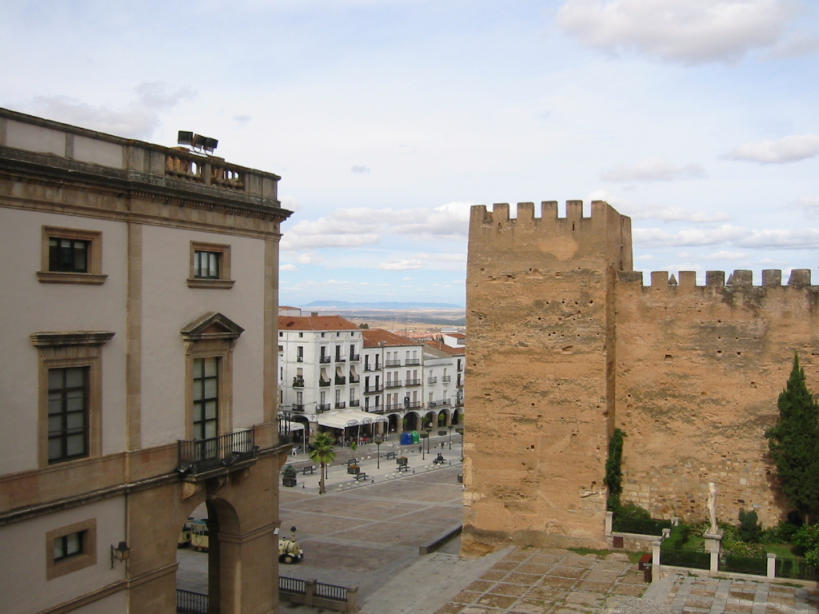
Vue de la Plaza Mayor depuis le forum de los Balbos (es).
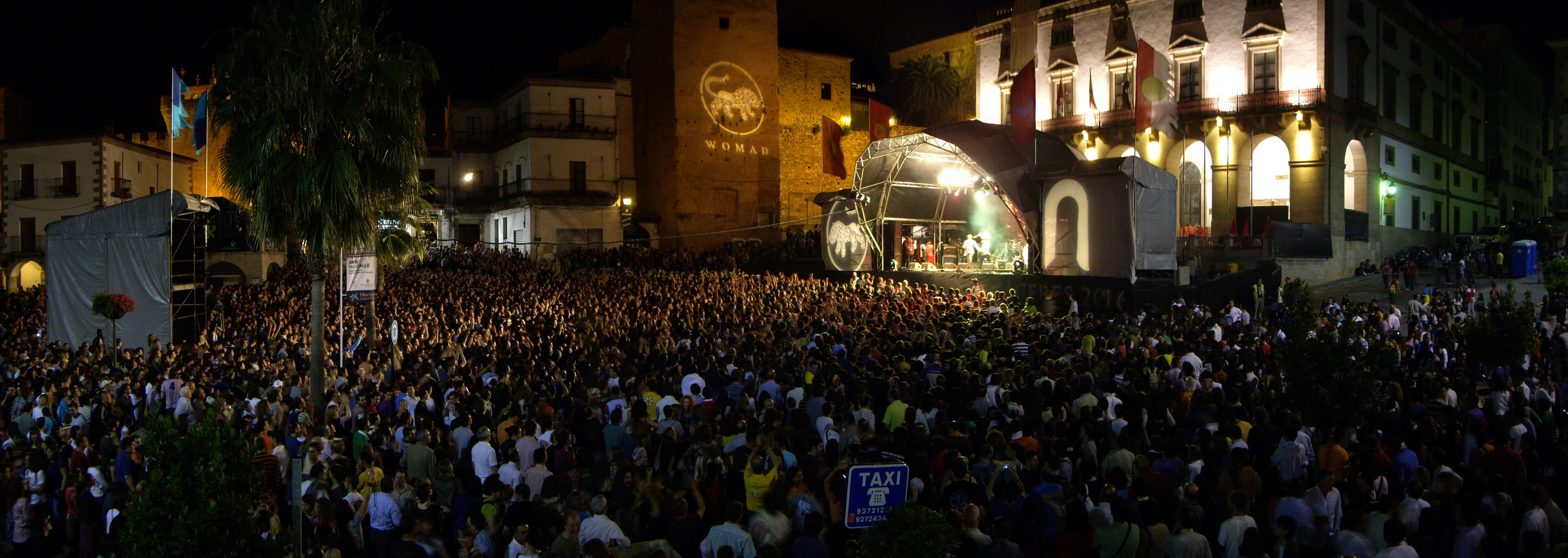
Festival des musiques du monde WOMAD à Cáceres.

## Sports
Les Arènes de Cáceres, construites au milieu du XIXe siècle, sont cataloguées comme Bien d'intérêt culturel depuis 1992.
La ville dispose de son propre stade, le Stade Príncipe Felipe, qui accueille la principale équipe de football de la ville, le Club Polideportivo Cacereño.

### Arrivées duTour d'Espagne
- 2006 :  Erik Zabel
- 2004 :  José Cayetano Juliá
- 1994 :  Laurent Jalabert

## Personnalités liées à la ville
- Mariano Doporto Marchori (1902-1964), physicien et météorologue républicain espagnol, directeur du Irish Meteorological Service (Met Éireann[3]), y est né[4].